# 谢衡
谢衡（?—?），字德平，西晋陈国阳夏（今河南省太康县）人，父亲是典农中郎将谢缵。

## 生平
晋武帝太康元年（280年），东平王司马楙上言，东平相王昌之父王毖，本居长沙，有妻儿，汉末出使中原，当时东吴和曹魏决裂，王毖在曹魏为黄门郎，与前妻儿生死隔绝，再娶王昌之母。现在江表一统，王昌听说前母去世已久，上言请求议论。守博士谢衡说：“王毖虽有二妻，但是事出有因，不妨害道德，认为王昌应该再为她服丧。”
西晋朝廷议论晋书限断，中书监荀勖说应该以魏正始开始，著作郎王瓒想要把嘉平以后的朝臣都编入晋史，当时没有决议。晋惠帝即位，再议此事。韩谧上议，请从泰始作为断限。于是事情交给三府，国子博士谢衡和司徒王戎、司空张华、领军将军王衍、侍中樂廣、黄门侍郎嵇绍都赞同韩谧之议。骑都尉济北侯荀畯、侍中荀藩、黄门侍郎华混认为应该用正始开元。博士荀熙、刁协说应该用嘉平起年。韩谧再执奏王戎、张华之议，事情遂施行。
晋惠帝太安元年（302年）三月，皇太孙司马尚薨。有司上奏，御服齐衰期周年。惠帝下诏通议。散骑常侍谢衡以为：“诸侯之太子，被天子册封与否，尊卑不同。《丧服》上说为嫡子服长殇之丧，说的是没有被天子册封的，被天子册封则不算殇了。”谢衡和挚虞都博物多闻，谢衡以儒学素显，官至国子祭酒。

## 子孙
- 谢鲲，咸亭康侯
  - 谢尚，咸亭简侯
  - 谢真石
- 谢裒，万寿子
  - 谢奕，万寿子
  - 谢据，谢朗、谢允之父
  - 谢安，庐陵文靖公
  - 谢万
  - 谢石，南康襄公
  - 谢铁，谢邈、谢冲之父
  - 羊昙母
- 谢广，昌安子